# Parastenophis betsileanus
Genre
Espèce
Synonymes
- Dipsas betsileana Günther, 1880
- Stenophis betsileanus (Günther, 1880)

Statut de conservation UICN

 LC  : Préoccupation mineure
Parastenophis betsileanus, unique représentant du genre Parastenophis, est une espèce de serpents de la famille des Lamprophiidae.

## Répartition
Cette espèce est endémique de Madagascar.

## Publications originales
- Günther, 1880 : Description of new species of reptiles from eastern Africa. Annals and Magazine of Natural History, sér. 5, vol. 6, p. 234-238 (texte intégral).
- Nagy, Glaw & Vences, 2010 : Systematics of the snake genera Stenophis and Lycodryas from Madagascar and the Comoros. Zoologica Scripta, vol. 39, p. 426–435.